# 出蕊四轮香
出蕊四轮香（学名：Hanceola exserta）为唇形科四轮香属下的一个种。

## 扩展阅读
- 維基物種上的相關：出蕊四轮香